# Hakl
Hakl (arab. حقل = Haql) – miasto w północno-zachodniej Arabii Saudyjskiej w prowincji Tabuk. Zlokalizowane jest na wschodnim wybrzeżu Zatoki Akaba Morza Czerwonego, na południe od granicy z Jordanią (ok. 30 km na południe od Akaby). W 2010 roku liczyło niecałe 26 tys. mieszkańców.
W pobliżu miasta znajdują się dziewicze rafy koralowe. Z miasta rozciąga się panorama na saudyjskie, jordańskie, izraelskie i egipskie wybrzeże Morza Czerwonego.